# Егида
Егида произлиза от старогръцки: αἰγίς [айгис] (на гръцки: αιγίδα [егида]) – така в древна Гърция се е наричала козята кожа и по аналогия така се е наричал щитът (бронята) от козя кожа.
С козя кожа древните гърци са покривали голотата си, а също са я използвали в средствата за лична отбрана, тъй като подплатяването на щитовете с козя кожа е осигурявало допълнителна защита.
Егида се е наричал и щитът на Зевс, който е бил изработен от бог Хефест от кожата на козата Амалтея, с млякото на която е израсъл Зевс. Хефест украсил щита с прекрасни релефи. Само в извънредни случаи Зевс давал щита на най-любимите си деца – богинята Атина и бог Аполон. Поетът Омир нарича Зевс αἰγίοχος, точно защото държал егида – щит от козя кожа.
При сраженията си с Титаните Зевс използвал щита, за да се защити. Първоначално козята кожа била украсявана със змии като ресни, тогава била главният символ на Зевс и на Атина. По-късно егидата се превърнала в броня от кожени плочки, като не служела само за отбрана, но и за нападение. За тази цел в средата ѝ била поставена главата на Горгона Медуза, вкаменяваща всички, които я погледнели. През историческата епоха егидата станала знак за божествената сила, с която били облечени царете и императорите на Рим.

## Други значения
- Метафорично днес думата означава грижа, покровителство и често се използва в израза „под егидата на …“ със значение „под патронажа на …“, „под покровителстото на …“.

- Егида (гр. Αιγίδα) се нарича и бялото петно върху роговицата на окото.